# 전민재 (육상 선수)
전민재(1977년 7월 12일~)는 대한민국의 장애인 육상 선수로 주 종목은 T36 스프린트이다. 패럴림픽에 5회 연속으로 출전하여 은메달 3개를 획득했으며 세계 선수권 대회에서 금메달 1개와 은메달 1개를 획득했다. '스마일 레이서'라는 별명으로도 잘 알려져 있다.

## 경력
1977년 전북특별자치도 진안군에서 태어났다. 5살 때인 1982년 원인 불명의 뇌염으로 인해 뇌병변 장애 1급 판정을 받았다. 19살 때인 1996년 뒤늦게 특수 학급이 있는 초등학교에 입학한 뒤 중학교 3학년 때이자 26살 때인 2003년 동암재활학교 체육 교사 김행수의 권유로 육상계에 본격적으로 뛰어들었다. 이후에도 틈날 때마다 논두렁을 달리는 등의 연습을 했다.
전민재는 이후 중국 베이징에서 열린 2008년 하계 패럴림픽을 통해 처음으로 패럴림픽에 출전했다. 그녀는 100m와 200m  경기에 모두 참가하여 각각 6위와 4위를 차지했고 4년 후 영국 런던에서 열린 2012년 하계 패럴림픽에서는 100m와 200m 결승에서 러시아의 옐레나 이바노바에 이어 은메달을 따낸 뒤 브라질 리우데자네이루에서 개최된 2016년 하계 패럴림픽 200m 경기에서도 은메달을 따내며 세계적인 장애인 스프린터로 성장했다.
그리고 장애인 아시안 게임에서도 두각을 드러냈는데 특히 중국 광저우에서 열린 장애인 아시안 게임 초대 대회인 2010년 장애인 아시안 게임에서는 100m와 200m 은메달을 획득했고 4년 뒤 자국에서 열린 2014년 장애인 아시안 게임과 또 4년 뒤 인도네시아 자카르타에서 열린 2018년 장애인 아시안 게임에서도 100m와 200m를 연달아 석권했으며 5년 뒤 중국 항저우에서 열린 2022년 장애인 아시안 게임에서도 100m와 200m 은메달을 따내며 4회 연속 장애인 아시안 게임 메달 획득이라는 대업을 달성했다.
이후 2024년 하계 패럴림픽을 통해 5회 연속 패럴림픽 무대에 출전하여 T36 200m에서는 비록 메달 획득에는 아쉽게 실패했지만 마지막 50m 구간에서 경쟁 선수들과 치열한 3위 싸움을 벌이는 등 전력을 다하는 모습을 보여주었다.
이밖에도 말레이시아 쿠알라룸푸르에서 열린 2006년 아시아-태평양 장애인 육상 선수권 대회에서 100m와 200m 동메달을 획득했고 프랑스 리옹에서 열린 2013년 세계 장애인 육상 선수권 대회에서도 100m 은메달, 200m 금메달을 따냈으며 전국장애인체육대회에서도 15년 연속 3관왕을 달성하기도 했다.

## 수상

### 훈장
- 체육훈장 맹호장(2024년 11월 12일)